# Luis Barragán
Pour les articles homonymes, voir Barragan.
Luis Ramiro Barragán Morfín, né le 9 mars 1902 à Guadalajara (Mexique), décédé le 22 novembre 1988 à Mexico, est un architecte mexicain. Il est l'un des plus célèbres architectes mexicains connu pour son style, synthèse entre l’architecture vernaculaire et Moderniste. Il a été distingué par le prix Pritzker en 1980 et sa Maison-atelier est classée depuis 2004 au patrimoine mondial de l'humanité.

## Biographie

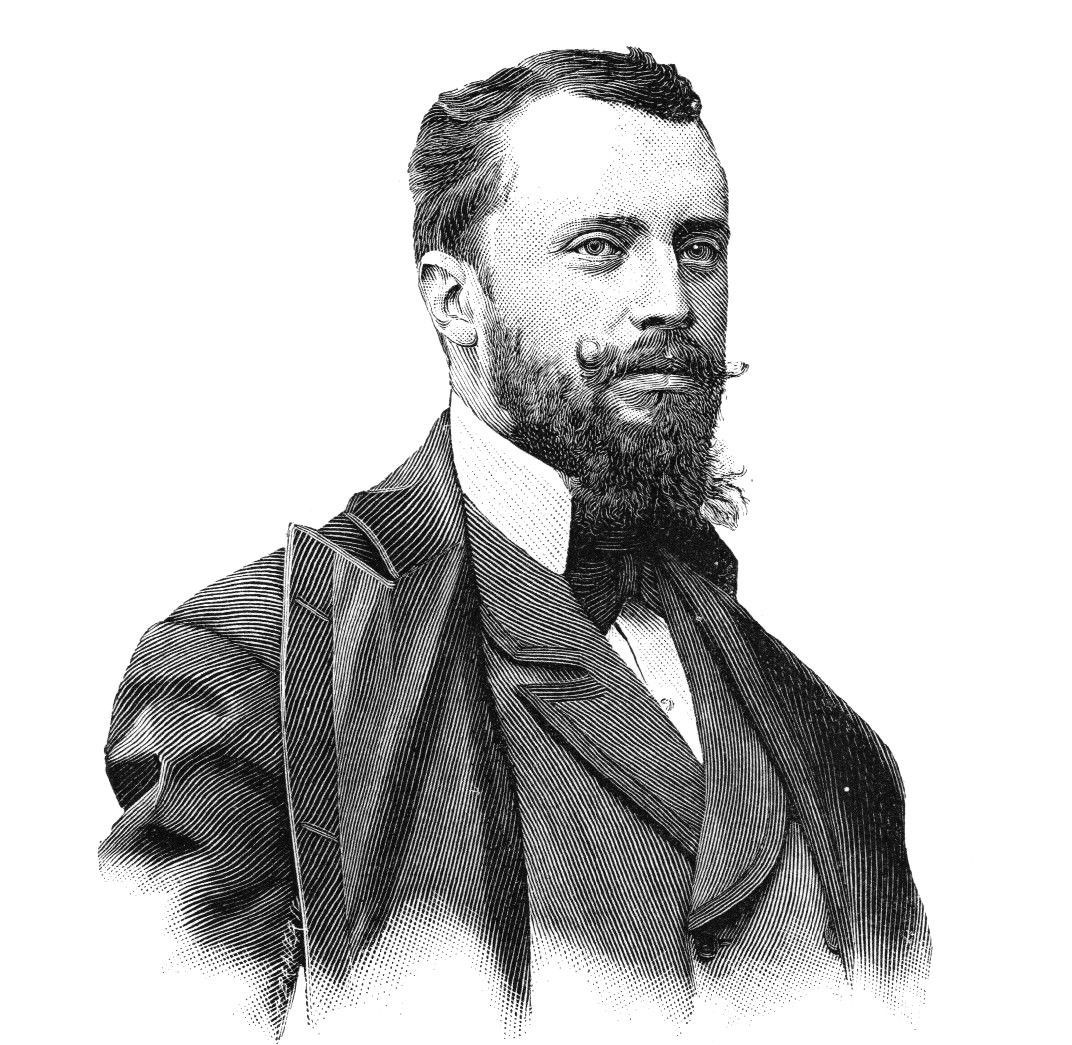
Ferdinand Bac

### Jeunesse, formation et débuts
Luis Barragán Morfín est né le 9 mars 1902 à Guadalajara au Mexique. Il passe une partie de son enfance dans la hacienda familiale, près de Mazamitla où il vit les soubresauts de la révolution mexicaine et de la révolte des Cristeros. Après son diplôme d'ingénieur obtenu en 1923, il voyage à travers l'Europe et découvre à Paris les écrits de Ferdinand Bac, dessinateur français et créateur de jardins qui décrit ses aménagements paysagers dans deux ouvrages marquant et dont Barragan visitera le jardin des Colombières, près de Menton, en 1931. Bac conçoit les jardins pour créer un "enchantement" chez le visiteur et l'inciter à la découverte de l'espace et à la contemplation de la beauté de la nature. L'influence de Bac sur le travail de Barragán sera majeure. À l'occasion de ce voyage, il visite aussi l'Exposition internationale des Arts Décoratifs et industriels modernes à Paris, puis, en Espagne, les jardins de l'Alhambra à Grenade, influence également déterminante dans sa conception du rapport entre nature et architecture.
De retour au Mexique en 1927, il s'installe à Guadalajara où il réalise ses premières œuvres architecturales, principalement des maisons pour des clients particuliers. Leur style est influencé par le style des architectures méditerranéennes, l'architecte y mettant en pratique les concepts de Bac. Toujours en quête de savoir architectural, en 1931 il se rend en Europe où il assiste à une conférence de Le Corbusier, rencontre l'architecte et visite notamment la villa Savoye à Poissy et la villa Stein-de Monzie à Garches. Il rapporte aussi à Mexico de nombreux ouvrages sur l'avant-garde architecturale européenne (Gropius, Loos, Mallet-Stevens et les ouvrages de Le Corbusier). La même année, avant d'arriver un Europe, il avait fait étape à New York où il fréquente le muraliste José Clemente Orozco et l'architecte autrichien Frederick Kiesler, médiateur des idées d'Adolf Loos. En 1935, Barragan s'installe à Mexico.

### Vers le Modernisme

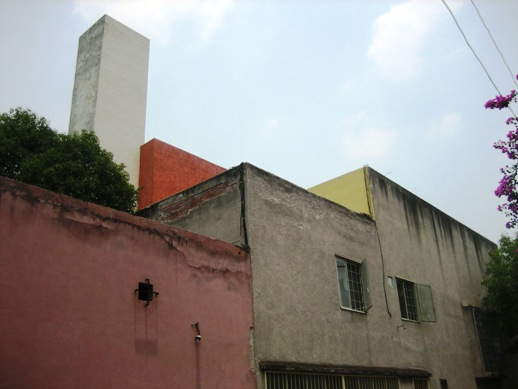
Maison-atelier de Luis Barragán

À Mexico, l'époque est à l'effervescence culturelle, le milieu intellectuel et artistique est dynamisé par l'arrivée de nombreux européens qui se rencontrent dans la 'casa azul' de Frida Kahlo. L'architecture est en pleine expansion grâce aux nombreux programmes de construction mis en place par le gouvernement de Lázaro Cárdenas.
Dix ans plus tard, le fonctionnalisme, est à son apogée, porté par son chef de file José Villagrán García, et par Juan O'Gorman, concept à l'encontre duquel tendra Luis Barragán, cherchant une architecture "émotionnelle".
Il se mue alors en architecte-promoteur, achètent des terrains pour y construire maisons de ville et immeubles locatifs dans les nouveaux quartiers à l'ouest de la capitale.
En 1943 il achète au Sud de Mexico des terrains où il crée le parc du Pedregal. La même année, il construit son  atelier accolé à sa maison à Tacubaya, un quartier populaire de la ville. Manifestation emblématique de son langage architectural, cet ensemble sera classé en 2004 au patrimoine mondial de l'humanité.
Les travaux des jardins du Pedregal débutent en 1945. Énorme chantier de 5,1 km2, c'est un projet majeur dans la carrière de Barragán. Ces terrains près de San Angel sont constitués d'affleurements de roches volcaniques. Le projet du Pedregal tient autant de l'architecture que de l'urbanisme et de l'aménagement paysager. Barragán y conçoit une partie des habitations, les circulations, les fontaines, les places, les plans d'eau..  .
Barragan a reçu le prestigieux prix Pritzker en 1980.
Il recompose et ordonne en une géométrie à la fois rigoureuse et savante les données naturelles des sites, avec des volumes dépouillés où interagissent lumière et couleur.
En 1996, la Barragan Foundation a été créée à Birsfelden en Suisse, avec l'achat, par un industriel suisse, des archives de l'atelier Luis Barragán, le Mexique n'ayant pu éviter leur vente (entreprise Vitra). En 1997, une partie du fonds Armando Salas Portugal, le photographe attitré de Luis Barragán, a été également acquis en Suisse. L'ensemble de ces documents est géré par la Barragan Foundation. À Mexico DF, la Fundación de Arquitectura Tapatía Luis Barragán gère la maison-atelier de l'architecte, lieu d'élection des amateurs du monde entier.

## Principales réalisations
- 1927 : Casa Robles León (sa première réalisation, un projet de restructuration)
- 1929 : Casa González Luna (aujourd'hui Casa ITESO Clavigero) à Guadalajara.
- 1948 : Maison Barragán à Tacubaya (Mexico) qui a été inscrite sur la liste du patrimoine mondial de l'UNESCO en 2004 ;
- 1955 : Plan urbain de la Colonia Jardines del Bosque à Guadalajara.
- 1954 : Maison d'Antonio Galvez à San Ángel ; il en confie la création du mobilier à la designeuse Clara Porset[6] ;
- 1957 : Torres de Satélite à Mexico, en collaboration avec le sculpteur Mathias Goeritz;
- 1975-1977 : Casa Gilardi

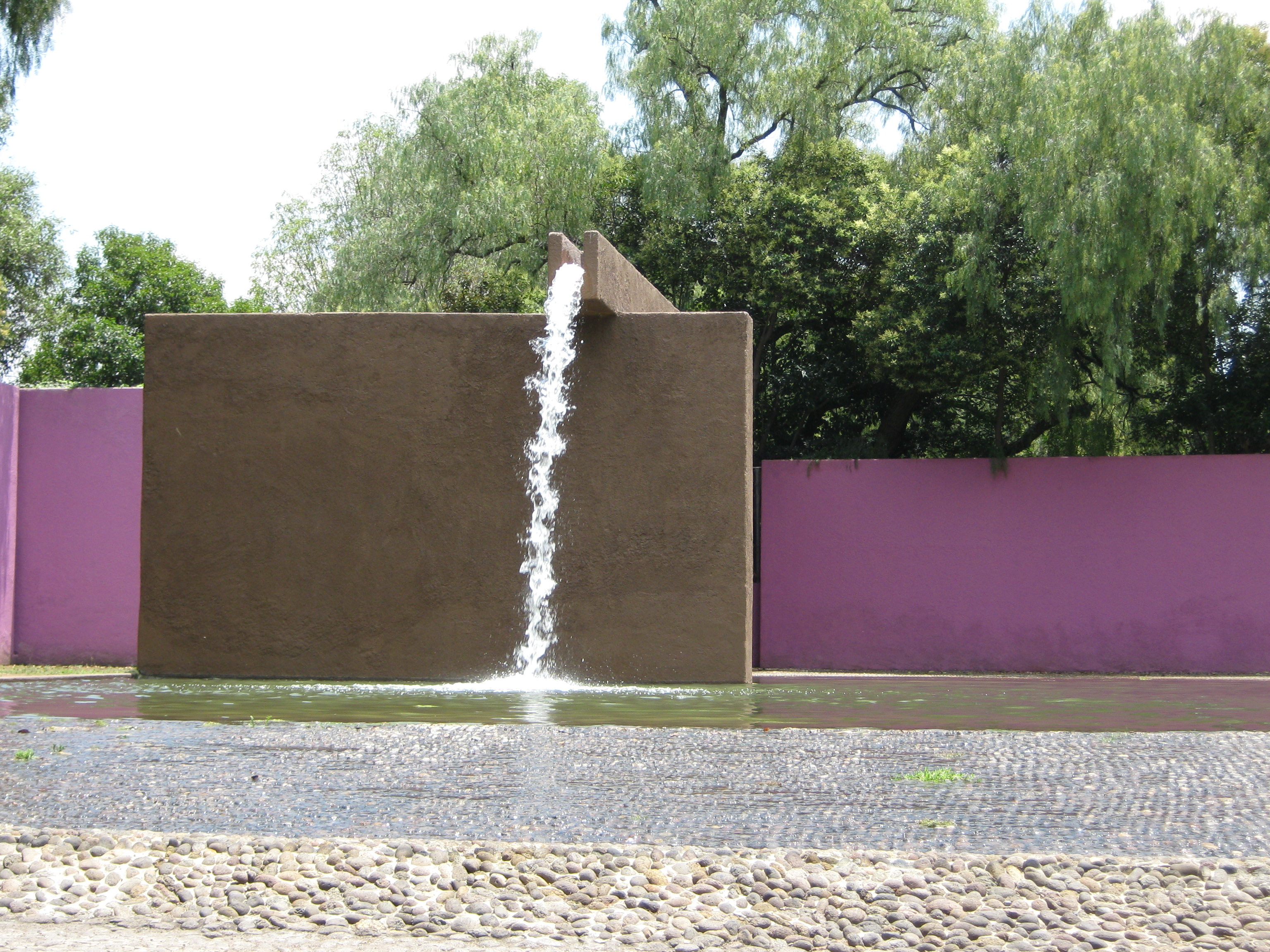
Fuente de los Amantes, ranch San Cristobal à Los Clubes
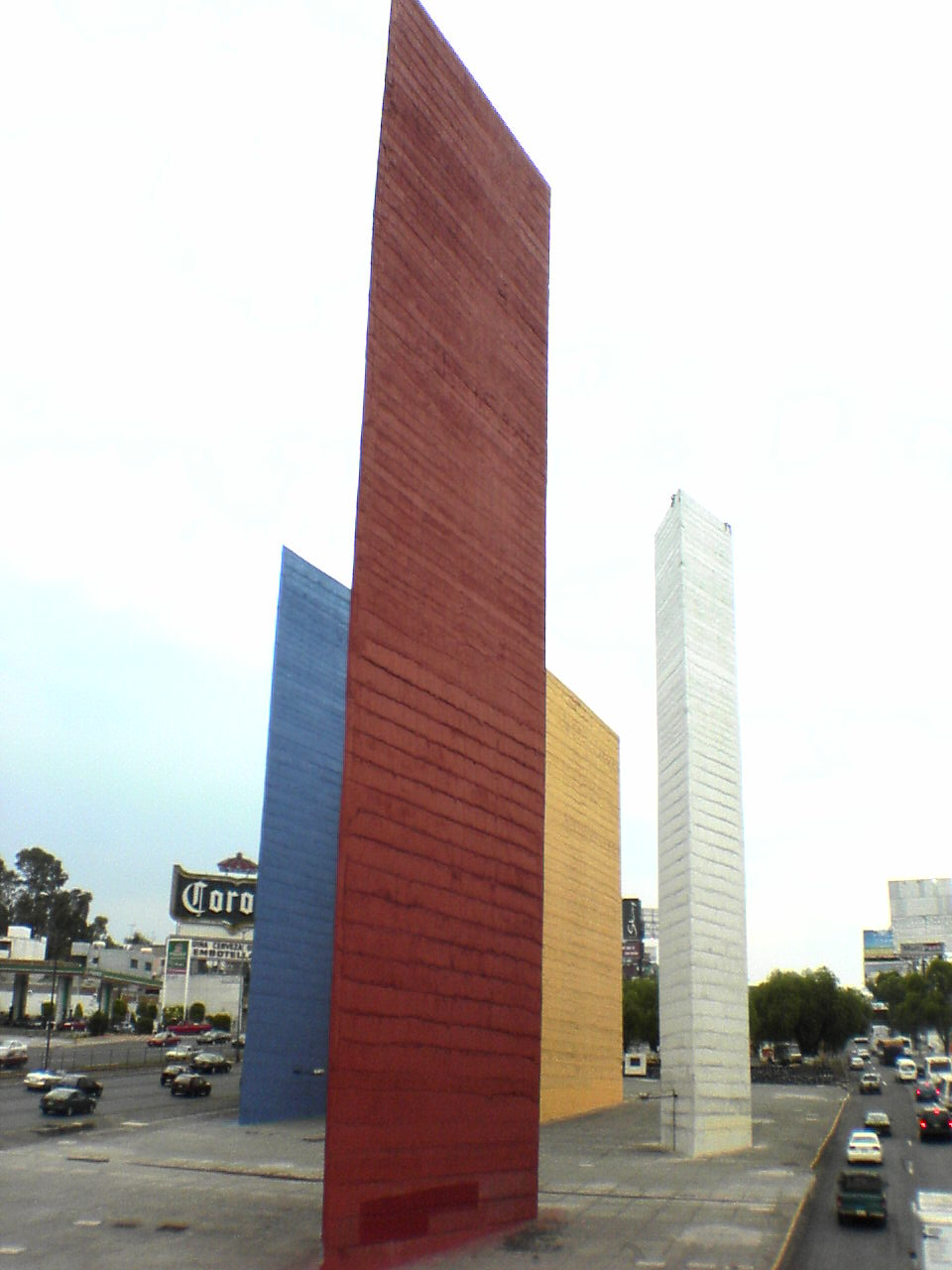
Torres Satélite

## Distinctions
- 1980 : Prix Pritzker
- 1984 : Membre honoraire de l'American Academy of Arts and Letters
- 1984 : Membre honoraire de l'Université de Guadalajara